# 레데르흐의 백색서

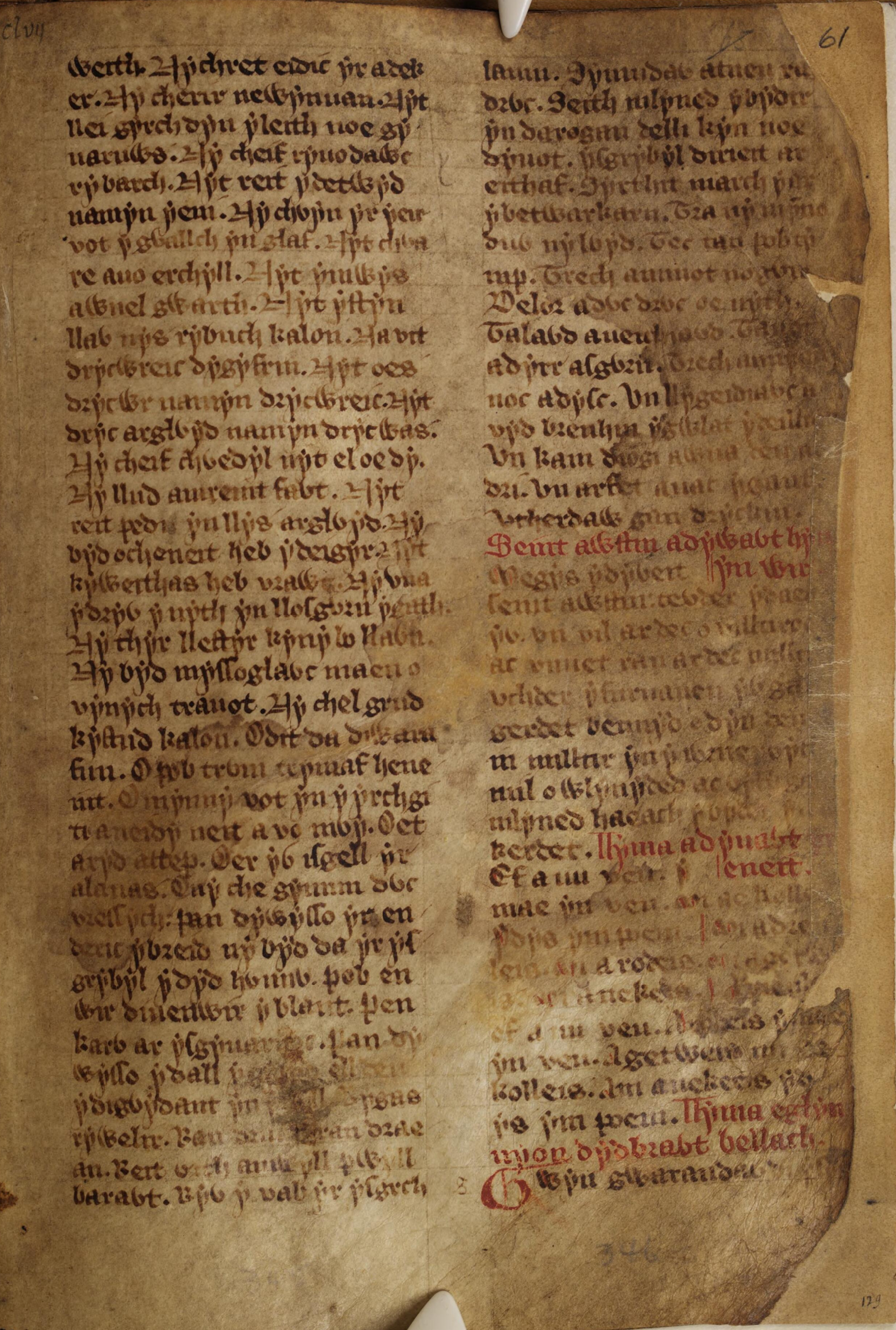

레데르흐의 백색서(웨일스어: Llyfr Gwyn Rhydderch 리브르 그윈 레데르흐[ɬivr gwin 'ŗeðerx])는 중세 웨일스어 필사본으로, 가장 보존상태가 좋은 필사본들 중 하나다. 1350년경 웨일스 남서부에서 작성되었다. 웨일스어 산문문학이 수록되어 있는 가장 이른 시기의 문헌이며, 운문문학도 일부 수록되어 있다.
원래 2책으로 분절되어 있고, 상책을 MS 5, 하책을 MS 4라고 부르는데 이 중 MS 4가 더 중요하다. 오늘날 마비노기온이라고 불리는 웨일스 신화가 바로 여기에 수록되어 있기 때문이다. MS 5는 라틴어 및 프랑스어로 작성된 기독교 성인전을 웨일스어로 번역한 것이다.
전체적으로 내용이 헤르게스트의 적색서와 매우 비슷하며, 어쩌면 백색서가 적색서를 쓰는 데 참고 자료가 되었을 수도 있다. 하지만 그보다는 지금은 전해지지 않는 어떤 공통 조상문헌이 있어서 각각 발달했다고 보는 것이 더 타당해 보인다.